# Eix Transversal
|  | Per a l'article de la línia de ferrocarril d'alta velocitat vegeu Eix Transversal ferroviari |

L'Eix Transversal (o sovint directament l'Eix) és la denominació popular de la carretera  C-25 .
La C-25 és una via de comunicació ràpida d'uns 154 km de longitud (km 0 a Cervera, km 154 a Riudellots), que travessa Catalunya des de Cervera fins a Riudellots de la Selva. Connecta les Terres de Ponent amb l'autopista del Mediterrani, és a dir, amb França i Europa sense passar per Barcelona.
Sovint hom engloba dins de l'Eix Transversal el tram d'autovia entre Cervera i Lleida, tot i que en realitat formalment és un tros de l'Autovia del Nord-est que és de titularitat estatal.

## Història
A principi del segle xx la Mancomunitat de Catalunya ja havia detectat la necessitat d'una via de comunicació que connectés l'interior amb França sense haver de passar per Barcelona. Fou projectada per primera vegada per un dels seus enginyers, Victorià Muñoz i Oms, que anys després va planificar aquesta via en el Pla d'Obres Públiques de Catalunya publicat per la Generalitat el 1935.
La carretera quedà definitivament inaugurada el 12 de desembre de 1997, amb l'obertura del tram comprès entre les poblacions de Santa Maria d'Oló i Vic, després de quatre anys i de dotze inauguracions parcials. La primera inauguració va ser el 22 de maig de 1993 en el tram Santa Coloma de Farners-Brunyola i Sant Martí Sapresa. La construcció va anar a càrrec de la Generalitat de Catalunya, la qual és titular de la via. La velocitat mitjana és de 90 km/h i el màxim permès és de 100 km/h. Tot i ser una via ràpida que volia descongestionar el trànsit que circulava de banda a banda de Catalunya sense haver de passar per la regió metropolitana de Barcelona, de bon començament es va construir només amb una única calçada de dos carrils (un per a cada sentit) tot i que sovintejaven els trams en què la via presentava tres carrils (amb un de central destinat a l'avançament de vehicles lents però que podien utilitzar els vehicles del sentit contrari per a avançar). Per tot plegat, la via es va demostrar insuficient per la quantitat de vehicles que hi circulaven i perillós per als conductors.

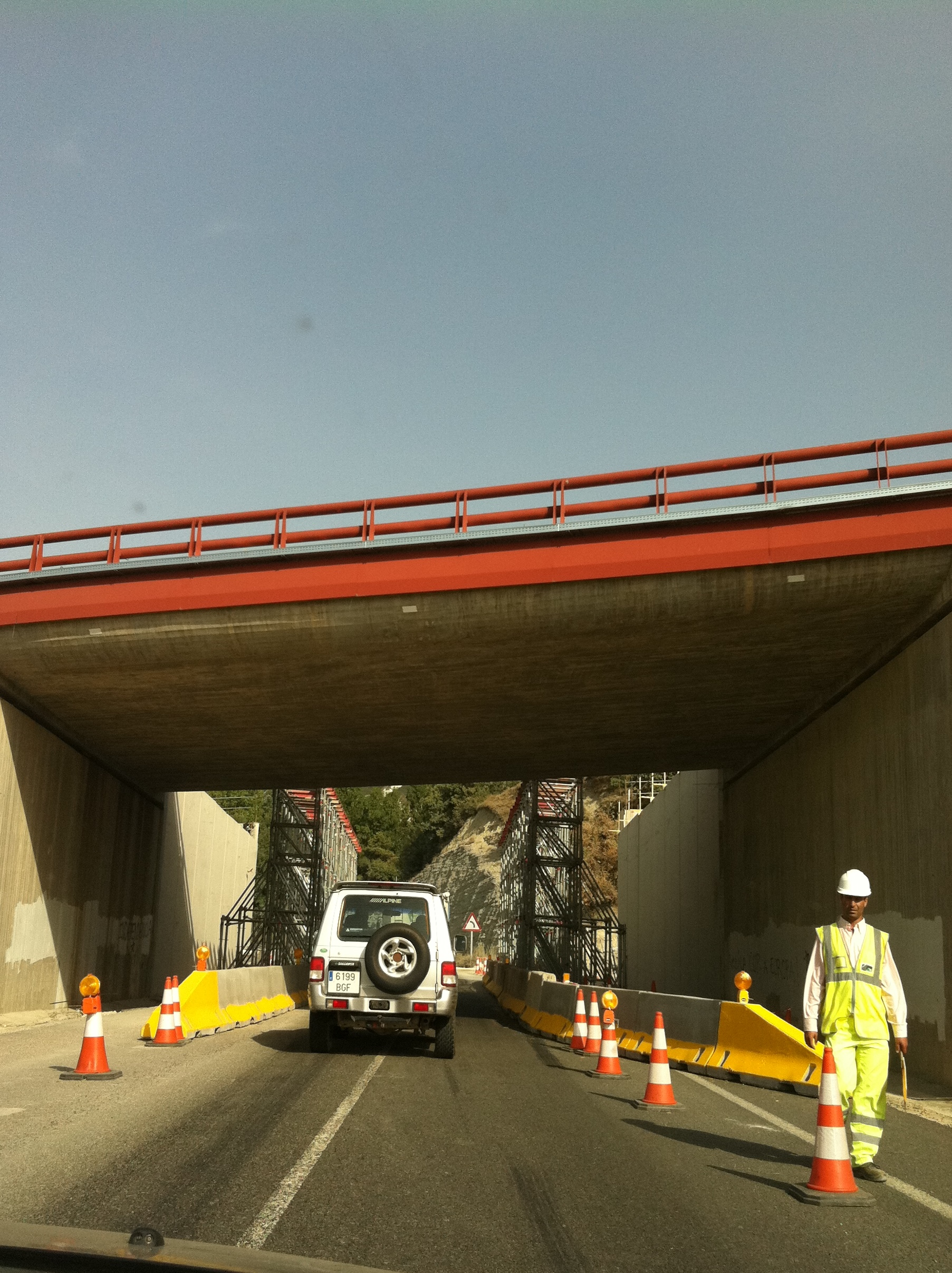
Obres de desdoblament de la C-25 a la comarca del Bages. Setembre 2011

L'any 2007 la Generalitat de Catalunya en va aprovar el  desdoblament i fer-ne una autovia. Les obres, finançades mitjançant l'anomenat peatge a l'ombra, van comptar amb un cost de 734 milions d'euros, van afectar 31 municipis de cinc comarques i van comportar la construcció de 52 viaductes, 14 túnels i 40 enllaços. Les obres van començar el primer trimestre de 2008 i, si bé estava previst que acabessin entre 2010 i 2011, posteriors desavinences entre l'empresa adjudicatària i el govern de la Generalitat, es va inaugurar el gener de 2013.
El 2022 la Generalitat va notificar a la concessionària la finalització aquest any del contracte del peatge a l'ombra que acabava el 2040.

## Trams
L'Eix Transversal (C-25) pròpiament dit comença a Cervera (al PK 82+800) i acaba a Riudellots de la Selva (al PK 235+800). En aquests 153 quilòmetres de longitud, la carretera es divideix en tres grans trams.

### Tram Cervera - Manresa
Aquest tram va del PK 82+800 (Cervera) al PK 131+960 (Manresa).
- 49,6 km de longitud
- 13 enllaços
- 20 viaductes

Les obres de desdoblament van començar l'octubre de 2010. Entre Cervera i les Olugues, la carretera ja era desdoblada, així que solament es van dur a terme tasques de posada a zero: reforç del ferm, canvi de les barreres, actuacions en estructures, neteja de cunetes, substitució de la senyalització i adequació de les proteccions de seguretat. Una vegada superat el punt de les Oluges comença un tram de 44,58 km de longitud, en el qual es poden diferenciar dos grans zones. La primera correspon als primers 34 km de la traça on el traçat és molt deficitari de terres. La segona zona comença en el moment en què la Riera de Rajadell comença a travessar la via al PK 92+380. A partir d'aquest moment són necessaris la construcció de nombrosos viaductes (24) que passen per sobre la Riera del Rajardell.

### Tram Manresa - Vic (Gurb)
Aquest tram va del PK 132+380 (Manresa) al PK 178+400 (Vic).
- 46 km de longitud
- 13 enllaços
- 12 viaductes
- 5 túnels

Les obres de desdoblament van començar paral·lelament al tram Cervera-Manresa, l'octubre de 2010. El traçat de la nova carretera desdoblada segueix el traçat de la carrera existent, que es va eixamplar alternativament a un costat i altre. A partir del PK 135+680 a Manresa, i fins a l'enllaç de Santa Maria d'Oló es va desdoblamer la calçada existent. Des de l'enllaç de Santa Maria d'Oló al PK 157+680 i fins a arribar a Vic canvia l'orografia del terreny que passa a ser molt més muntanyós. Els trams de circumval·lació de Manresa i Vic ja tenien característiques d'autovia.

### Tram Vic (Gurb) - Caldes de Malavella
Aquest tram va del PK 178+400 (Vic) al PK 235+800.
- 57,4 km de longitud
- 14 enllaços
- 18 viaductes
- 12 túnels

Les obres de desdoblament van començar a l'agost de 2010. És el tram on l'orografia és més complicada, especialment entre Calldetenes i Santa Coloma de Farners. Aquest tram va representar el 50% per cent del cost de tota l'obra de desdoblament. Es pot subdividir en tres trams diferenciats:

#### De Vic (Gurb) a Espinelves
Té 19,3 km. de longitud. Els primers 7,2 km d'aquest tram formen part de la circumval·lació de Vic pel nord que té només un viaducte per travessar el riu Gurri. Els següents 12 km entre l'enllaç de Calldetenes i el creuament de la Riera d'Espinelves hi ha un total de trenta desmunts amb alçada màxima de 30 metres.
Hi ha dos túnels artificials, que són:
- Túnel de Sant Julià 1 (270 m)
- Túnel de Sant Julià 2 (145 m)

Hi ha dos nou túnels naturals que són:
- Túnel de Romagats (130 m)
- Túnel del Buc (420 m)

A més en aquest tram es van construir quatre nous viaductes que sumen una longitud de més de 740 m.:
- Viaducte de la Font de la Riera
- Viaducte d'Osormort (500 m)
- Viaducte de la Resclosa
- Viaducte de la Riera d'Espinelves

#### D'Espinelves a Santa Coloma de Farners
El subtram Espinelves a Santa Coloma de Farners té una longitud de 17,1 km. Està comprès entre el viaducte d'Espinelves i l'enllaç de Tres Camins, i té una longitud aproximada de 17 km.
En aquest tram es van executar dos túnels artificials:
- Túnel d'Espinelves (177 m)
- Túnel de Mas Romeu (66 m)

També es van construir tres túnels naturals:
- Túnel del Pigot (230 m)
- Túnel de les Comes (495 m)
- Túnel de Joanet (1420 m)

A més, també hi ha vuit viaductes:
- Viaducte dels Empedrats (120 m)
- Viaducte del Sot Gran (132 m)
- Viaducte del Sot del Pla Perer (195 m)
- Viaducte del Sot de l'Ullastre (242 m)
- Viaducte de Riudecos (160 m)
- Viaducte del Sot de la Galtera (240 m)
- Viaducte de Can Canaleta (200 m)
- Viaducte de Sant Miquel Cladells (160 m)

#### De Santa Coloma de Farners a Caldes de Malavella
El subtram de Santa Coloma de Farners a Caldes de Malavella té 18,9 km de longitud. Aquest tram s'inicia un km després del viaducte de Sant Miquel de Cladells a l'enllaç de Tres camins. Hi ha el viaducte de Begis (120 m) i el túnel Begis (120 m).

## Enllaços (sortides)
| Número de la sortida | Nom de la sortida                                                                                          | Carretera que hi enllaça |
| -------------------- | --- | ------------------------ |
|                      | Inici/Fi de la C-25                                                                                        | A-2                      |
| 83                   | Barcelona Cervera (est) Guissona                                                                           | L-311                    |
| 88                   | Sant Guim de Freixenet Freixenet Estaràs Les Oluges                                                        | N-141f LV-1004           |
| 93                   | Torà Pujalt Sant Ramon                                                                                     | N-141f                   |
| 103                  | Igualada Calaf                                                                                             | C-1412a                  |
| 107                  | Sant Pere Sallavinera Calaf                                                                                | N-141b                   |
| 110                  | Sant Pere Sallavinera (només de sortida en sentit Cervera i d'entrada en sentit Girona)                    | N-141b                   |
| 112                  | Via de servei                                                                                              |                          |
| 114                  | Fonollosa Aguilar de Segarra                                                                               | N-141b BV-3008           |
| 120                  | Castellar (només d'entrada, en ambdós sentits)                                                             | N-141g                   |
| 121                  | Rajadell (només de sortida, en ambdós sentits)                                                             | N-141g                   |
| 123                  | Fonollosa Fals Rajadell                                                                                    | BV-3012                  |
| 126                  | Monistrolet                                                                                                |                          |
| 130                  | Igualada Vilafranca del Penedès Vilanova i la Geltrú Tarragona                                             | C-37                     |
| 131                  | Sant Joan de Vilatorrada sud                                                                               |                          |
| 132                  | Solsona - Andorra Sant Joan de Vilatorrada centre Manresa oest/centre/universitat                          | C-55 C-37z               |
| 134                  | Sant Fruitós de Bages Manresa altres Barcelona                                                             | C-55                     |
| 136                  | Santpedor centre                                                                                           | BV-4501                  |
| 140                  | Santpedor polígon Sant Fruitós de Bages polígon Navarcles                                                  | BV-4511                  |
| 141A                 | Barcelona Terrassa                                                                                         | C-16 E-9                 |
| 141B                 | Andorra Berga                                                                                              | C-16 E-9                 |
| 145                  | Cabrianes Artés                                                                                            | B-430                    |
| 151                  | Avinyó | B-431                    |
| 154                  | Avinyó | BP-4313                  |
| 157                  | Santa Maria d'Oló (només de sortida en sentit Girona i d'entrada en sentit Cervera)                        | BP-4313                  |
| 160                  | Santa Maria d'Oló (només de sortida en sentit Cervera i d'entrada en sentit Girona)                        | BP-4313                  |
| 164                  | Moià Oristà L'Estany                                                                                       | C-59                     |
| 170                  | Prats de Lluçanès Sant Bartomeu del Grau Olost                                                             | C-62                     |
| 176                  | Barcelona Vic oest/centre/universitat                                                                      | C-25D                    |
| 178                  | Sant Bartomeu del Grau Gurb Només de sortida en sentit Girona i d'entrada en sentit Cervera                | BV-4601                  |
| 180                  | Olot Ripoll Vic                                                                                            | C-17                     |
| 182                  | Manlleu centre Vic centre/polígon                                                                          | B-522                    |
| 183                  | Roda de Ter Vic illa càrnia                                                                                | C-153                    |
| 187                  | Folgueroles Sant Julià de Vilatorta centre Calldetenes                                                     | N-141d                   |
| 189                  | Sant Julià de Vilatorta polígon Vilalleons Només de sortida en sentit Girona i d'entrada en sentit Cervera | BV-5202                  |
| 194                  | Sant Sadurní d'Osormort                                                                                    | BV-5201                  |
| 199                  | Espinelves Només de sortida en sentit Girona i d'entrada en sentit Cervera                                 | GI-543                   |
| 202                  | Coll de Revell Viladrau                                                                                    | GI-543                   |
| 209                  | Arbúcies Sant Hilari Sacalm                                                                                | GI-550                   |
| 217                  | Sant Miquel de Cladells                                                                                    | GI-551                   |
| 225                  | Olot Anglès Santa Coloma de Farners                                                                        | C-63                     |
| 228                  | Vilobí d'Onyar Santa Coloma de Farners                                                                     | C-63                     |
| 234                  | Sant Feliu de Guíxols Riudellots de la Selva Aeroport Girona-Costa Brava                                   |                          |
|                      | Inici/Fi de la C-25                                                                                        | A-2                      |